# 2. Sinfonie (Elgar)
Die Sinfonie in Es-Dur, Opus 63 ist die zweite der beiden vollendeten Sinfonien von Edward Elgar. Das Werk wurde 1909 bis 1911 komponiert, allerdings unter Verwendung von Skizzen zu einer Sinfonie zu Ehren von General Gordon, die zugunsten der Komposition der Ersten Sinfonie zurückgestellt wurden. Der Komponist beendete seine Arbeit am 28. Februar 1911 und dirigierte die Uraufführung des dem Andenken an Eduard VII. gewidmeten Werks in der Londoner Queen’s Hall am 24. Mai des gleichen Jahres. 
Die Sinfonie in Es-Dur besteht aus vier Sätzen mit einer Gesamtdauer von ungefähr fünfzig bis sechzig Minuten; Elgars eigene Plattenaufnahmen von 1924 und 1927 sind mit 45 bzw. 47 min. deutlich schneller gespielt als heute meist üblich.
1. Allegro vivace e nobilmente – etwa siebzehn Minuten
2. Larghetto – etwa fünfzehn Minuten
3. Rondo (Presto) – etwa acht Minuten
4. Moderato e maestoso – etwa dreizehn Minuten

Elgar bezeichnete die Sinfonie als eines seiner persönlichsten Werke, neben seinem Violinkonzert und der Ode The Music Makers. Dieser Charakterzug tritt insbesondere in dem pathetisch-tragischen langsamen Satz und dem bisweilen furiosen Scherzo mit seinen mehrfach wiederholten Akkordschlägen zutage. Beider Sätze Ausdrucksweise wurde, bei aller Differenz in Struktur und Harmonie, in die Nähe der Musik des Zeitgenossen Gustav Mahler gerückt. 
Ein auffälliger Unterschied zur ersten Sinfonie besteht darin, dass sie mit ekstatischem Überschwang beginnt und am Ende des letzten Satzes in „abgeklärter“ Ruhe verklingt, während die erste mit einem zunächst verhalten vorgetragenen Thema eingeleitet wird, welches sich am Ende des Finales zu einem grandiosen „Feuerwerk“ steigert.

## Quelle
Begleittext von Michael Kennedy zur Aufnahme von Adrian Boult mit dem London Philharmonic Orchestra (1976)